# Oberselbach (Kürten)
Oberselbach ist ein Wohnplatz in Kürten an der westlichen Grenze zu Bergisch Gladbach. Es liegt im Dürschbachtal entlang der L 298 südöstlich von Broichhausen und nordwestlich von Klefhaus.

## Geschichte
Das Siedlungsgebiet ist als solches erst nach 1974 entstanden. Bis dahin standen hier noch keine Gebäude. Der Name Oberselbach stammt ab vom Oberen Selbach. Selbach bedeutet Bach in der feuchten Niederung.  Damit ist der Dürschbach gemeint. Umgangssprachlich spricht man von dr Selbich.